# Eleições presidenciais na Islândia em 2016

As Eleições presidenciais na Islândia em 2016 tiveram lugar em 25 de junho.
Gudni Thorlacius Jóhannesson foi eleito presidente com 39,8% dos votos.